# جون أولدهام (كرة سلة)
جون أولدهام (بالإنجليزية: John Oldham)‏ مواليد 22 يونيو 1923 في بيفر دام، هو مدرب كرة سلة أمريكي ولاعب معتزل. بدأ مسيرته الاحترافية في سنة 1949. تم اختياره من قبل فريق ديترويت بيستونز خلال الدرافت. حمل الرقم 4. بلغ طوله 6 قدم 3 بوصة (1.9 م). اعتزل اللعب في 1951. أحرز خلال مسيرته في الإن بي إيه 926 نقطة بمعدل 7.3 نقاط في المباراة الواحدة.

## روابط خارجية
- جون أولدهام على موقع إن بي أي (الإنجليزية)
- جون أولدهام على موقع سبورتس رفرنس (الإنجليزية)
- جون أولدهام على موقع كلية كرة السلة في سبورتس رفرنس.كوم (الإنجليزية)
- جون أولدهام على موقع ريلجم (الإنجليزية)
- جون أولدهام على موقع بروبوليرز (الإنجليزية)
- جون أولدهام على موقع كلية كرة السلة في سبورتس رفرنس.كوم (الإنجليزية)